# 王崇 (蜀漢)
王崇（？—？），字幼遠，廣漢郪人。官至西晉上庸、蜀郡太守。

## 生平
蜀漢時，王崇官至東觀郎，蜀漢亡後，被梁州徵辟為別駕，舉薦為秀才，升遷尚書郎。
曾評論劉禪為庸常之君，評論姜維能夠謀略鍾會造反，意圖復漢，姜維已在魏人稱為張良的鍾會之上，認為當時鄧艾以疲兵二萬，溢出江油。姜維若舉十萬之師，南歸，直接率軍痛擊孤軍鄧艾，再前去拒鍾會，則蜀漢的存亡，還很難說。評論中充滿了對蜀漢滅亡的遺憾之情。
劉禪太子劉璿在鍾會之亂中喪生，應立次子劉瑤為繼承人，但劉禪偏愛六子劉恂，立劉恂為繼承人，文立勸諫，不聽，劉恂襲為安樂公。劉恂驕橫暴虐，梁州、益州的人士都想上表廢黜他，文立阻止他們說：「他只損害了自己的家族，不殃及百姓。」後來劉恂淫亂無道，上庸太守王崇、涪陵太守張寅與何攀作書進諫指責，要他思量文立所言。

## 性格
王崇與蜀漢名臣壽良、李密、陳壽、李驤、杜烈一同入京都洛陽，被稱為是梁、益二州有代表性的俊傑。壽良、李密、陳壽、李驤、杜烈五人雖然交情甚好但最終都疏遠而變得陌生，只有王崇一人憑著寬厚和順的性格，不分彼此，對待五人一視同仁，一直保持著深厚的友誼。

## 家庭

### 祖父
- 王商，字文表，益州刺史劉焉、劉璋下屬，劉璋時曾擔任蜀郡太守。

### 父
- 王彭，官至蜀漢巴郡太守。

### 兄弟
- 王化，字伯遠，官至西晉梓潼太守。
- 王振，字仲遠，官至西晉巴東太守。
- 王岱，字季遠，歷廣陽、作唐令，早亡。